# Garden Village (Lincolnshire)
Garden Village – osada w Anglii, w hrabstwie Lincolnshire. Leży 49 km na północ od Lincoln i 237 km na północ od Londynu.